# Menno Boermans
Menno Boermans (1977) is bergbeklimmer en fotograaf. Hij is de zoon van Anne Boermans, voormalig columnist voor onder andere het Financieel Dagblad. 
Menno Boermans studeerde journalistieke fotografie aan de Amsterdamse Fotoacademie. Na zijn afstuderen werkte hij voor het Parool. Boermans werkt als freelancefotograaf. Boermans is gespecialiseerd in bergsport-fotografie en werkte onder andere in opdracht van National Geographic, 360 Magazine, Op Pad en Salt Magazine.
In 2000 won Boermans twee prijzen bij de Zilveren Camera, waaronder één met zijn reportage over de vuurwerkramp in Enschede. In 2001 werd zijn werk tentoongesteld op het Fotofestival Naarden. In 2005 kreeg hij internationale erkenning voor zijn werk door een prijs van het Canadese Banff Mountain Photography Centre. In 2007 verscheen het boek "Ooghoogte" van Boermans en Melvin Redeker, een fotoboek over de bergsport. Het boek verscheen onder de titel Vertical Vision in het Engelse taalgebied. 
In 2019 verscheen het boek 'TopTeams - samen bergen verzetten', een samenwerking met bergbeklimmer en auteur Katja Staartjes. Het boek bereikte de shortlist voor de verkiezing Managementboek 2020.
Boermans heeft de opleiding tot bergredder gevolgd in Zwitserland en geeft cursussen EHBO voor alpinisten.